# Werner Krämer
Werner Krämer (Duisburg, 23 de janeiro de 1940 - 12 de fevereiro de 2010) foi um futebolista alemão que atuava como meia-atacante.

## Carreira
Werner Krämer fez parte do elenco da Seleção Alemã de Futebol, na Copa do Mundo de 1966. 

## Títulos
- Copa do Mundo de 1966 - 2º Lugar